# ديفيد كوش (مقدم تلفزيوني)
ديفيد كوش (بالإنجليزية: David Koch)‏ هو مقدم تلفزيوني أسترالي، ولد في 7 مارس 1956 في أديلايد في أستراليا.

## وصلات خارجية
- ديفيد كوش على موقع IMDb (الإنجليزية)
- ديفيد كوش على موقع ميوزك برينز (الإنجليزية)
- ديفيد كوش على موقع قاعدة بيانات الفيلم (الإنجليزية)